# Monti della Bureja
I monti della Bureja (in russo Буреинский хребет?, Bureinskij chrebet) sono una catena montuosa dell'Estremo Oriente russo, nel kraj di Chabarovsk.

## Descrizione
Si allungano con andamento arcuato in direzione sud-ovest/nord-est per circa 400 km, delimitati ad ovest dalla valle della Bureja (da cui prendono il nome), a sud-est da quella dell'Urmi, a nord-est dalla valle dell'Amgun', che li separa dalla catena dei monti Badžal'skij; si saldano a nord ai monti Jam-Alin'. Hanno una quota media di 1 000-1 100 metri nella sezione meridionale e si elevano a circa 1 700 in quella settentrionale; culminano a 2 167 metri. Le montagne sono composte da graniti, gneiss e rocce sedimentarie ed effusive. Le pendici sono ricoperte da foreste di conifere e latifoglie.
La cresta è attraversata dalla linea principale della Ferrovia Bajkal-Amur che passa attraverso il tunnel Dusse-Alin.